# Marian Jakubowski
Marian Jakubowski (ur. 7 października 1895 w miejscowości Latowicz, zm. 11 października 1975 we wsi Widzino) – podoficer Wojska Polskiego i Straży Granicznej II RP, kawaler Krzyża Srebrnego Orderu Wojskowego Virtuti Militari.

## Życiorys
Urodził się w rodzinie robotniczej jako syn Walentego i Cecylii z domu Bracłow.
Ukończył cztery klasy szkoły powszechnej po czym podjął pracę w warszawskich Zakładach Gazowniczych (jako ślusarz). Członek Polskiej Organizacji Wojskowej od 1914 r., zastępca komendanta POW na gminę Latowicz od 1915 roku (po ukończeniu kursu). Od września 1916 r. w szeregach 2 pułku ułanów LP – w stopniu ułana służył w 5 szwadronie .
Po rozwiązaniu Legionów Polskich wyjechał do Chełma, gdzie wstąpił do Straży Kresowej i Polskiej Organizacji Wojskowej. Uczestniczył w rozbrajaniu zaborców. Od 11 listopada 1918 r. w odrodzonym Wojsku Polskim, przydzielony do 1 szwadronu 1 pułku szwoleżerów, w którym, już w randze plutonowego, objął dowództwo plutonu. Na jego czele uczestniczył w wojnie polsko-radzieckiej. Odznaczył się w dniu 15 lipca 1920 r., kiedy to podczas natarcia bolszewickiej brygady kawalerii razem z kilkoma szwoleżerami osłaniał odwrót szwadronu i wyniósł spod wrogiego ognia rannego kolegę. Za ten czyn odznaczony został Krzyżem Srebrnym Orderu Virtuti Militari. Nadanie to zostało następnie potwierdzone dekretem Wodza Naczelnego marszałka Józefa Piłsudskiego L. 3125 z dnia 30 czerwca 1921 roku (opublikowanym w Dzienniku Personalnym Ministerstwa Spraw Wojskowych Nr 28 z dnia 16 lipca 1921 roku).
Zwolniony do rezerwy w 1921 roku, otrzymał gospodarstwo rolne na Wołyniu (we wsi Karczunek). Z początkiem grudnia 1931 r. oddał ziemię w dzierżawę i wstąpił do Straży Granicznej. Służbę pełnił na granicy polsko-rumuńskiej (placówka „Uścieryki”), a od lutego 1939 r. na granicy polsko-niemieckiej (placówka „Jamielnik”). Za pracę w dziele odzyskania niepodległości Marian Jakubowski został, na mocy zarządzenia prezydenta Rzeczypospolitej Ignacego Mościckiego z dnia 16 marca 1937 roku, odznaczony Medalem Niepodległości. 1 września 1939 r. razem z obsadą swej placówki przez 11 godzin odpierał ataki Niemców. Następnie w ramach Armii „Pomorze” walczył nad Bzurą i w obronie Warszawy. Członek konspiracji od 1940 roku - początkowo w oddziałach samoobrony, potem w strukturach Związku Walki Zbrojnej i Armii Krajowej (w tym w szeregach 27 Wołyńskiej Dywizji Piechoty AK). Po wojnie otrzymał gospodarstwo rolne we wsi Widzino koło Słupska. Prześladowany przez aparat bezpieczeństwa za swą działalność w Polskim Stronnictwie Ludowym. Pochowany na cmentarzu parafialnym w Kobylnicy (kwatera: A, rząd: 09, miejsce: 10).  
Jego żoną była Ewelina z domu Szczerbicka, z którą miał córki Zofię i Rajmundę oraz syna Zdzisława.

## Ordery i odznaczenia
- Krzyż Srebrny Orderu Wojskowego Virtuti Militari nr 3361[5] – 30 czerwca 1921[4]
- Krzyż Walecznych
- Medal Niepodległości (19 marca 1937)[6]